# Madeline Harley
Madeline Harley (1945) is een Britse botanica die is gespecialiseerd in palynologie (onderzoek van stuifmeel). In 1996 behaalde ze aan de University of East London een Ph.D. met het proefschrift Palm pollen and the fossil record.
Harley had gedurende 32 jaar een vaste aanstelling bij de Royal Botanic Gardens, Kew.
Ze was tot 2005 hoofd van de afdeling palynologie van het Jodrell Laboratory. Ze hield zich hier bezig met onderzoek van stuifmeel, waarbij ze zich richtte op het ontrafelen van de systematiek en evolutiebiologie van bedektzadigen. Ze was vooral geïnteresseerd in het stuifmeel van palmen. De Linnean Society of London organiseerde in 2005 ter ere van Harley een internationaal symposium met betrekking tot palynologie. Anno 2009 is ze als honorair onderzoeksmedewerker aan Kew verbonden.
Harley is de (mede)auteur van meer dan zestig artikelen die verschenen in wetenschappelijke tijdschriften als Botanical Journal of the Linnean Society, Kew Bulletin, Grana en International Journal of Plant Sciences. Samen met Cynthia Morton en Stephen Blackmore was Harley verantwoordelijk voor Pollen and Spores: Morphology and Biology (2000). In 2004 verscheen het boek Pollen: The Hidden Sexuality of Flowers van Rob Kesseler en Madeline Harley. Dit boek kreeg in 2007 een gouden medaille met de titel 'Outstanding Book of the Year for Most Original Concept' op de Independent Publisher Book Awards. Samen met John Dransfield, Nathalie W. Uhl, Conny B. Asmussen, William J. Baker en Carl E. Lewis werkte Harley aan Genera Palmarum: The Evolution and Classification of Palms, dat in 2008 verscheen. In 2009 won dit boek de Annual Literature Award van de Council on Botanical and Horticultural Libraries. Samen met Kesseler en
Wolfgang Stuppy is Harley auteur van het boek The Bizarre and Incredible World of Plants.
Harley is lid van de Linnean Society of London.